# Calycopis anastasia
Calycopis anastasia är en fjärilsart som beskrevs av William D. Field 1967. Calycopis anastasia ingår i släktet Calycopis och familjen juvelvingar. Inga underarter finns listade i Catalogue of Life.